# メインページ (簡易版)
ウィキペディアへようこそ。ウィキペディアは自由にご利用頂ける百科事典です。現在、ウィキペディア日本語版には約1,455,444本の記事があります。方針に賛同して頂けるなら、どなたでも記事を投稿したり編集したりすることが出来ます。記事の書き方を読んでから、実際にサンドボックスで練習してみましょう。
ウィキペディア・コミュニティについてはコミュニティ・ポータルを参照してください。
For non-Japanese-speakers: If you have any comments or questions, you can leave a message in Help for Non-Japanese Speakers. See also A guide to Japanese Wikipedia and Wikimedia Embassy.

## 2025年（令和7年）3月19日（水）の特集

### 新しい記事
- 旧小松川閘門は、東京都江戸川区小松川でかつて供用されていた閘門である。荒川と旧中川の合流地点に位置している。2018年に江戸川区内では初となる、また閘門としては唯一の東京都選定歴史的建造物として選定された。荒川と中川の両放水路開削の完了に伴い、……
- 小松川千本桜は、東京都江戸川区小松川の荒川沿いに並ぶ約2kmに渡る桜並木である。荒川のスーパー堤防整備に合わせて、南北約2キロに渡り1000本余りの桜が植栽。春には「小松川千本桜まつり」が開催される。区が植栽を進め2003年に完成。ソメイヨシノ、オオシマザクラ、ヤマザクラ等30種類の桜が咲き、……
- 朝鮮総督府庁舎は、日本統治時代の朝鮮において、大日本帝国の植民統治を施行した最高行政官庁である朝鮮総督府が使用した建物の総称。1910年から1945年までに各種の建物が建てられた。本項目では、朝鮮総督府と関連機関の管理のために建てられた住宅である朝鮮総督府官舎についても記述する。……
- 『くにのあゆみ』は、連合国軍占領下の日本において、文部省によって1946年に上下2巻が発行された国民学校用の国史教科書であり、国定教科書制の下での最後の歴史教科書のひとつであるとともに、戦後に作成、使用された最初の歴史教科書のひとつである。それまでの記紀神話に基づく記述から始まる内容に代え、……

### 季節の話題
- 春
- 黄砂
- 野焼き
- 菜の花
- 土筆
- 石垣島海開き
- 彼岸
- ぼたもち
- 牡丹
- 沈丁花
- プロ野球開幕
  - 詳細
- 大相撲春場所
  - 詳細

## 百科事典

### 資料
索引 - 年表 - 暦 - 日付の一覧 - 世界各国関係記事 - 人名一覧 - 一覧の一覧

### 社会
政治 - 経済 - 産業 - 交通 - 教育 - 歴史 - 福祉 - 医療 - 環境 - 環境問題 - 市民活動 - 平和 - 軍事

### 芸術と文化
言語 - 宗教 - 遊び - 趣味 - 伝統芸能 - 文学 - 音楽 - 美術 - 演劇 - 映画 - アニメ - 漫画 - 建築 - スポーツ - ゲーム - ギャンブル - 食文化 - ファッション - マスメディア - 出版 - 新聞 - 放送 - テレビ - ラジオ

### 世界
アジア - アフリカ - オセアニア - 北アメリカ - 南アメリカ - ヨーロッパ

### 日本
北海道 - 東北 - 関東 - 中部 - 近畿 - 中国 - 四国 - 九州 - 沖縄

### 自然
宇宙 - 元素 - 気象 - 災害 - 海洋 - 生物 - 植物 - 動物 - 鉱物

### 学問
数学 - 物理学 - 化学 - 生物学 - 地球科学 -
文学 - 言語学 - 哲学 - 論理学 - 倫理学 - 宗教学 - 心理学 - 社会学 - 法学 - 教育学 - 政治学 - 経済学 - 経営学 - 人類学 - 医学 - 薬学 - 歯学 - 農学 - 工学

### 技術
コンピュータ - ネットワーク - エレクトロニクス - バイオテクノロジー

## ウィキメディアプロジェクト
ウィキペディアは非営利団体ウィキメディア財団によって運営されており、多言語展開しています。ウィキペディア以外にもいくつかのオープンコンテントなウィキプロジェクトがあります。

### 他言語版ウィキペディア
Dansk - Deutsch - English - Esperanto - Español - Français - Italiano - 日本語 - Nederlands - Polska - Português - 中文 - （全言語のリスト）

### 姉妹プロジェクト
メタウィキ - ウィクショナリー - ウィキニュース - ウィキブックス - ウィキクォート - ウィキソース - ウィキバーシティ

### 寄付
ウィキペディアや姉妹プロジェクトを便利だと感じ、運営をサポートしたいと思ったならば、どうか寄付をお願いします。寄付金はコンピュータ機器の購入や新たなプロジェクトの運営に利用されます。